# Trichoptera
Ordre

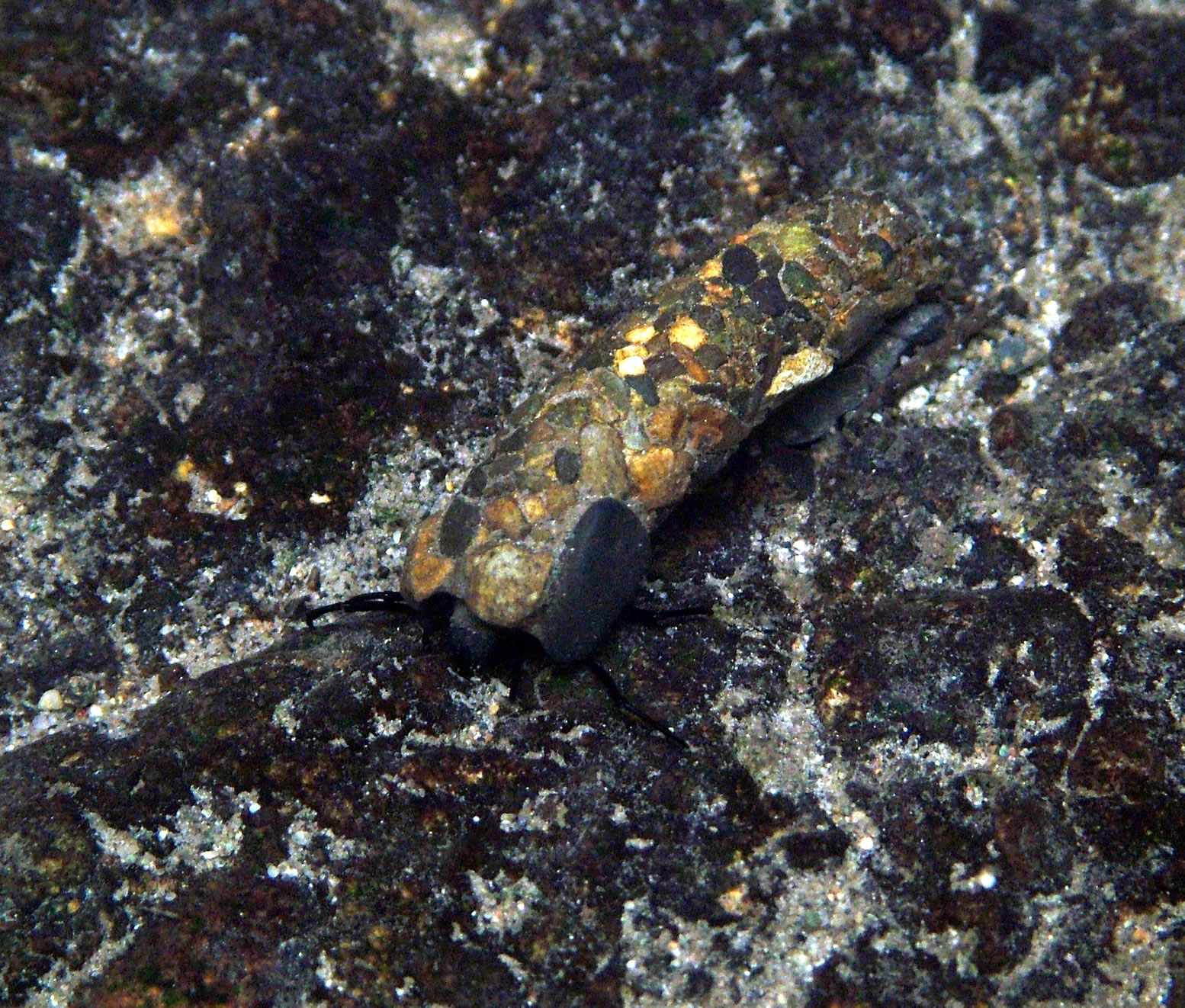
Larve et son fourreau, ici constitué de petit gravier

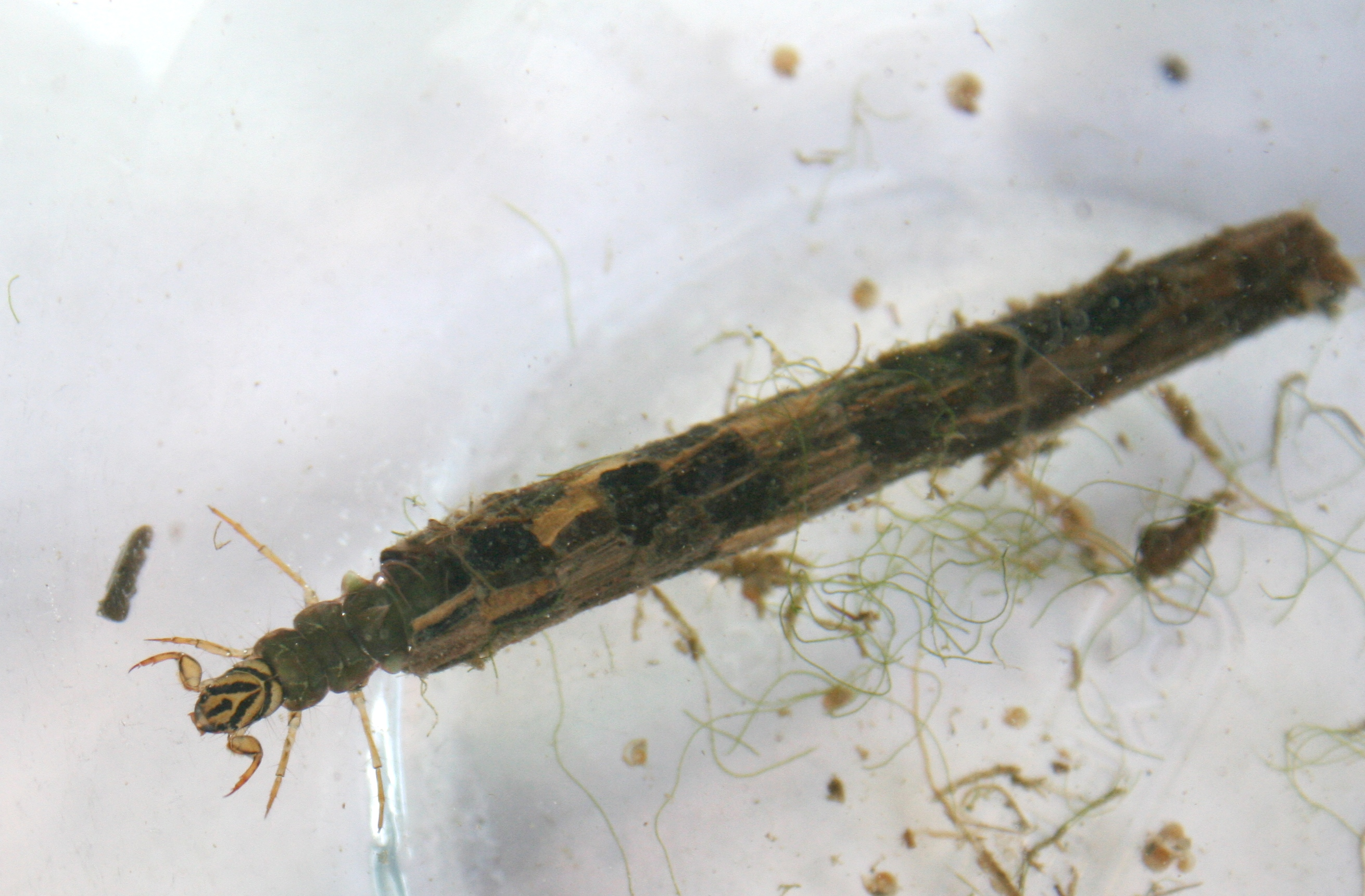
La larve photographiée dans son fourreau formé principalement de débris végétaux.

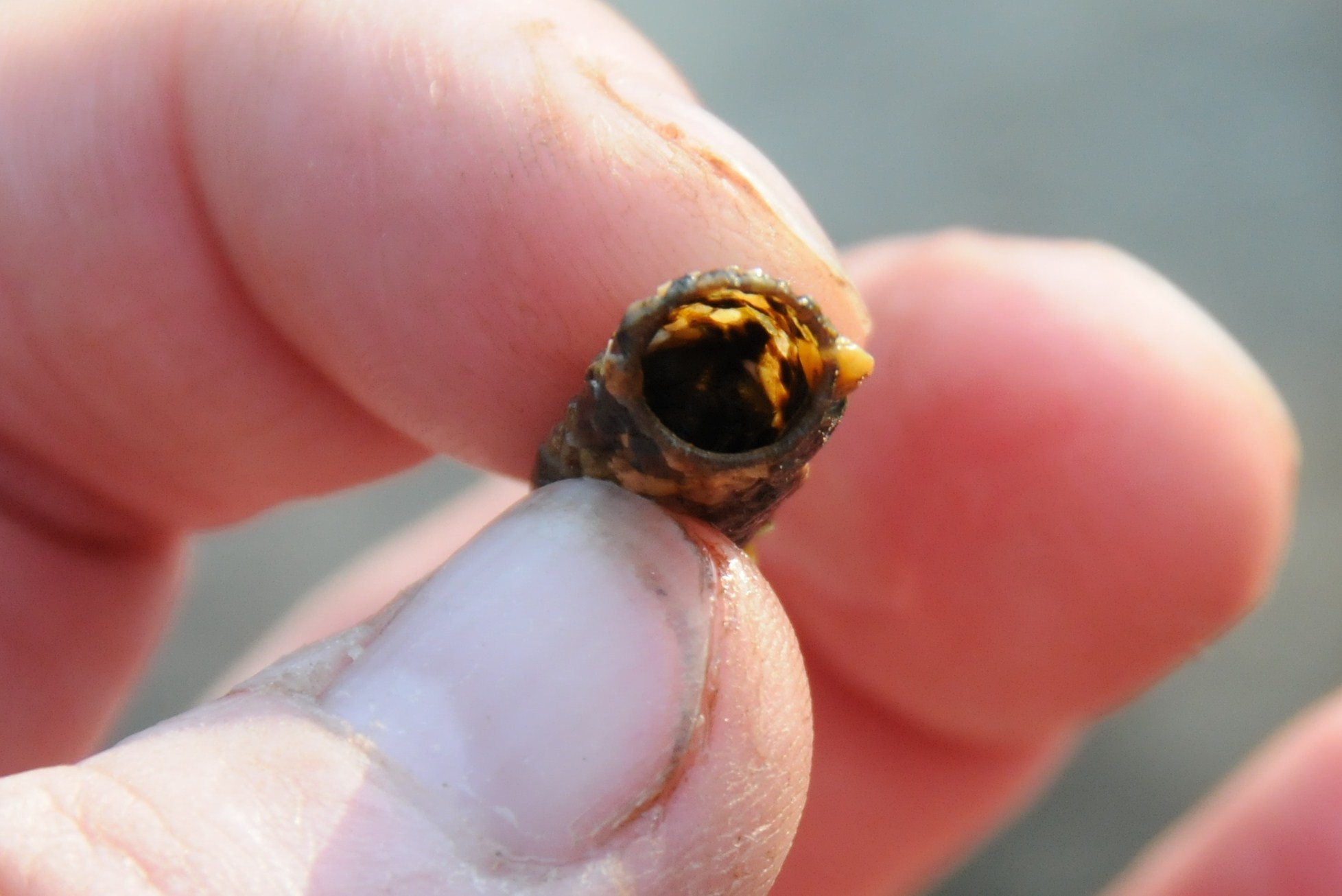
Gros-plan sur un fourreau de larve de trichoptère.

Les trichoptères (Trichoptera) constituent un ordre d'insectes qui regroupe plus de 12 000 espèces. Ils sont apparentés de près aux lépidoptères (mites et papillons), mais adaptés pour la vie en eau douce dans leur stade larvaire.
Les trichoptères font partie des ordres d’insectes les plus en déclin dans le monde depuis 2010.

## Description

### Stade larvaire

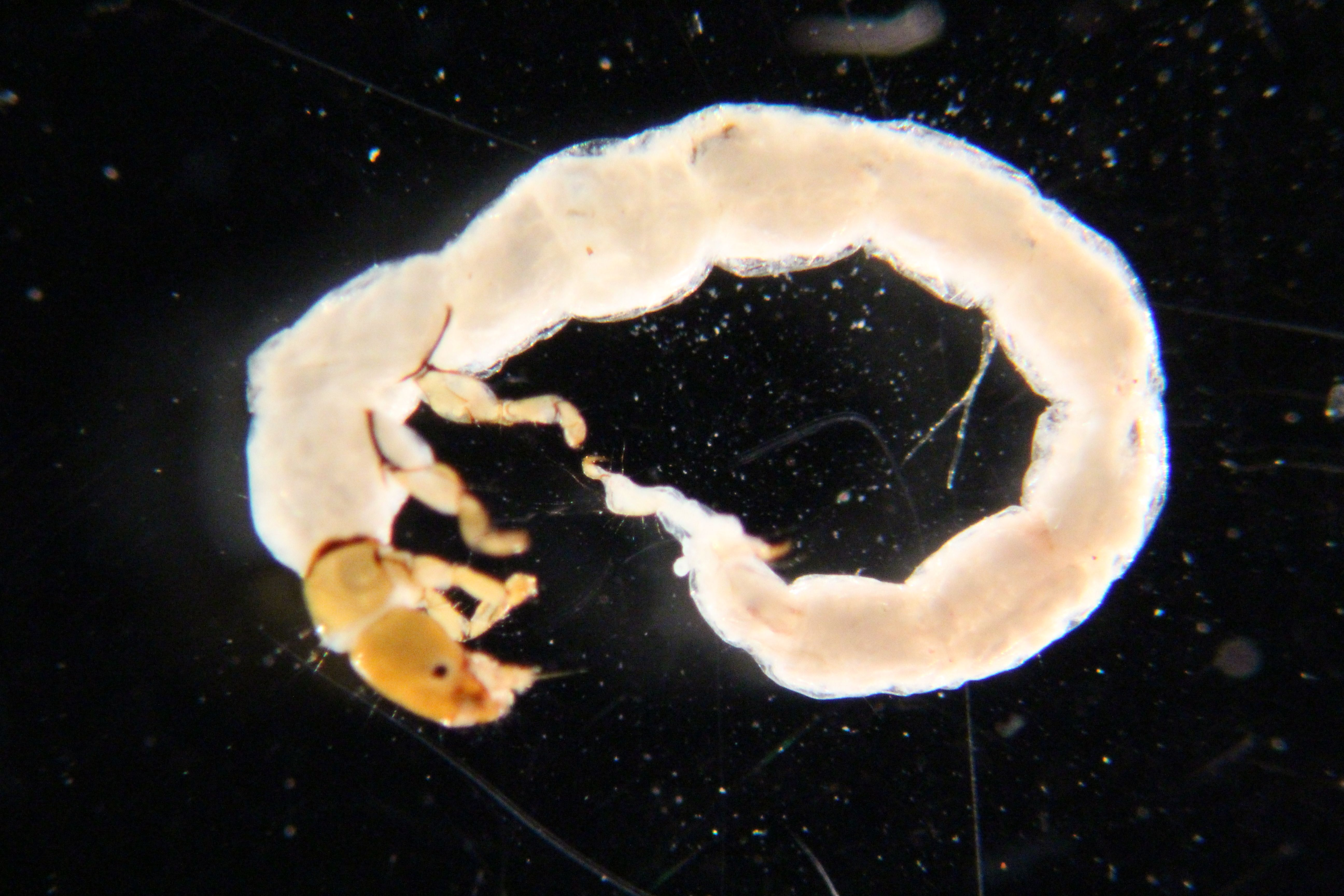
Larve de trichoptère du genre Phylocentropus

Les larves de trichoptères sont adaptées à la vie en eau douce. Elles ont l'habitude de vivre dans un fourreau qu'elles construisent elles-mêmes. Constitués de petites pierres ou de débris végétaux, les fourreaux ont des formes très diverses selon la famille.
Les larves de trichoptère peuvent être de deux types :
- éruciforme (en forme de chenille) :
  - tête courte et large,
  - métathorax entièrement sclérifié,
  - premier segment abdominal avec renflements caractéristiques,
  - présence d'un fourreau de protection mobile dès le début du développement ;
- campodéiforme :
  - tête plus longue que large,
  - métathorax partiellement sclérifié,
  - abdomen sans renflements,
  - pas de fourreau mobile, seulement un fourreau fixe au moment de l'histolyse.

### Stade adulte
Les trichoptères adultes possèdent deux paires d'ailes membraneuses couvertes de poils. C'est notamment ce qui permet de les distinguer des mites (Lepidoptera: Tineidae et Pyralidae), dont les ailes portent plutôt des écailles. Les adultes de trichoptères peuvent aussi être confondus avec les adultes du genre Sialis (Megaloptera: Sialidae). En plus d'avoir un corps très ressemblant, ces derniers ont aussi les ailes repliées en toit au repos. Toutefois, leurs ailes, fortement réticulées, sont membraneuses et transparentes.

## Classifications anciennes
Dans les classifications anciennes, les trichoptères (Trichoptera) ou phryganes sont un ordre d'insectes, sous-classe des ptérygotes, section des néoptères, division des holométaboles, super-ordre des mécoptéroïdés.
C’est dans cet ordre que l'on rencontre les « porte-bois » ou « traîne buches » ou encore simplement « vers d'eau » dans certaines régions, qui sont les larves enveloppées dans un fourreau de pierres et/ou de brindilles.
Le « sedge » est le nom générique donné par les pêcheurs à la mouche aux leurres des « mouches » naturelles de l'ordre des  trichoptères et des plécoptères.

## Classification de Mosely
Selon la classification de Mosely, on trouve en Europe :
- sous-ordre des Inéquipalpes, trois familles :
  - Phryganeidae
  - Limnephilidae
  - Sericostomatidae
- sous-ordre des Équipalpes, quinze familles :
  - Philopotamidae
  - Hydropsychidae
  - Psychomidae
  - Odontoceridae
  - Molannidae
  - Rhyacophilidae
  - Goeridae
  - Uenoidae
  - Lepidostomatidae
  - Polycentropodidae
  - Leptoceridae
  - Brachycentridae
  - Beraeidae
  - Hydroptilidae
  - Glossosomatidae

## Liste des super-familles
Selon ITIS (6 juillet 2019) :
- Glossosomatoidea Wallengren, 1891
- Hydropsychoidea Curtis, 1835
- Hydroptiloidea Stephens, 1836
- Leptoceroidea Leach in Brewster, 1815
- Limnephiloidea Kolenati, 1848
- Philopotamoidea Stephens, 1829
- Phryganeoidea Leach, 1815
- Rhyacophiloidea Stephens, 1836
- Sericostomatoidea Stephens, 1836
- Tasimioidea Riek, 1968

Wikispecies distingue 2 sous-ordres :

Sous-ordre Annulipalpia :
- Hydropsychoidea
- †Necrotaulioidea
- Philopotamoidea
- Rhyacophiloidea

Sous-ordre Integripalpia :
- Leptoceroidea
- Limnephiloidea
- Phryganeoidea
- Sericostomatoidea
- Tasimioidea
- †Vitimotaulioidea
- Incertae Sedis